# 목동초등학교 명지분교
목동초등학교 명지분교는 대한민국 경기도 가평군에 있는 공립 초등학교이다.

## 학교 연혁
- 1931년 4월 1일: 목동공립보통학교 부설 거림간이학교 개교

## 참고 자료
- 목동초등학교 명지분교 - 한국교육학술정보원 학교알리미